# Лардираго
Лардираго (итал. Lardirago) је насеље у Италији у округу Павија, региону Ломбардија.
Према процени из 2011. у насељу је живело 1186 становника. Насеље се налази на надморској висини од 85 м.

## Становништво
| 1936. | 1951. | 1961. | 1971. | 1981. | 1991. | 2001. | 2011. |
| ----- | ----- | ----- | ----- | ----- | ----- | ----- | ----- |
| 1.385 | 1.324 | 1.200 | 1.085 | 1.013 | 971   | 1.163 | 1.200 |